# Callulops

Verspreidingsgebied van Callulops wilhelmanus

Callulops is een geslacht van kikkers uit de familie smalbekkikkers (Microhylidae). De groep werd voor het eerst wetenschappelijk beschreven door George Albert Boulenger in 1888. Later werd de wetenschappelijke naam Gnathophryne gebruikt.
Er zijn 24 soorten die voorkomen in Azië en leven in de landen Nieuw-Guinea en Indonesië (Celebes).

## Taxonomie
Geslacht Callulops
- Soort Callulops biakensis
- Soort Callulops boettgeri
- Soort Callulops comptus
- Soort Callulops doriae
- Soort Callulops dubius
- Soort Callulops eremnosphax
- Soort Callulops fojaensis
- Soort Callulops fuscus
- Soort Callulops glandulosus
- Soort Callulops humicola
- Soort Callulops kampeni
- Soort Callulops kopsteini
- Soort Callulops marmoratus
- Soort Callulops mediodiscus
- Soort Callulops microtis
- Soort Callulops omnistriatus
- Soort Callulops personatus
- Soort Callulops robustus
- Soort Callulops sagittatus
- Soort Callulops stictogaster
- Soort Callulops valvifer
- Soort Callulops wilhelmanus
- Soort Callulops wondiwoiensis
- Soort Callulops yapenensis

Aphantophryne · 
Asterophrys · 
Austrochaperina · 
Barygenys · 
Callulops · 
Choerophryne · 
Cophixalus · 
Copiula · 
Gastrophrynoides · 
Genyophryne · 
Hylophorbus · 
Liophryne · 
Mantophryne · 
Metamagnusia · 
Oninia · 
Oreophryne · 
Oxydactyla · 
Paedophryne · 
Pseudocallulops · 
Sphenophryne · 
Xenorhina